# Marie Madeleine dans la grotte
Marie Madeleine dans la grotte est un tableau réalisé par le peintre français Jules Lefebvre en 1876. De format horizontal, cette huile sur toile est une peinture chrétienne qui représente Marie Madeleine étendue nue à l'entrée d'une grotte. Exposée l'année de sa création au Salon de peinture et de sculpture, à Paris, l'œuvre est acquise par Alexandre Dumas fils pour servir de pendant à une autre peinture de l'artiste déjà en sa possession. Elle se retrouve ensuite dans les appartements privés de Nicolas II au Palais d'Hiver, à Saint-Pétersbourg, en Russie. Elle est conservée depuis 1920 au musée de l'Ermitage, où elle a été transférée depuis ces derniers.